# 李聖五
李 聖五（り せいご）は、中華民国の外交官・政治家・法学者。名は福善だが、字の聖五で一般に知られる。汪兆銘（汪精衛）の南京国民政府で要職を歴任した人物である。

## 事跡
北京大学を卒業し、日本に留学して、東京帝国大学大学院法学部研究員となった。さらにイギリスにも留学し、オックスフォード大学で法学士の学位を取得した。帰国後は、曁南大学、復旦大学で教授となる。また、上海商務印書館の編輯や南京『中央日報』主編も勤めた。
1932年（民国21年）7月、国民政府行政院参事に就任した。翌年12月、外交部総務司司長、中央政治会議特務秘書、『東方雑誌』総編集を兼任した。1935年（民国24年）に香港の国際問題研究所研究員に転じる。このとき、汪兆銘（汪精衛）と親しくなった。1937年（民国26年）6月、外交部顧問に転じている。
1940年（民国29年）3月、汪兆銘の南京国民政府に加入し、司法行政部部長、中央政治委員会指定委員に任命された。6月、憲政実施委員会常務委員となる。翌年3月、清郷委員会委員となり、8月、教育部部長兼社会行動指導委員会常務委員に転じた。9月、駐ドイツ大使に任命され、11月には文物保管委員会委員兼図書専門委員会主任委員となった。
1942年（民国31年）2月、ドイツ大使に加え、デンマーク公使も兼任した。6月、新国民運動促進委員会常務委員に任じられる。1945年（民国34年）4月、外交部部長を兼任し、翌月には、文物保管委員会委員長と各国在華治外法権撤廃委員会委員長も兼任している。
日本敗北後の同年9月26日、蔣介石の国民政府により逮捕され、南京で収監された。1947年（民国36年）12月9日、懲役15年の判決を受けた。しかし後に釈放されて香港に隠居し、香港中文大学で法学の教鞭をとった。1979年以降、何度か帰郷する。1984年からは黒竜江省ジャムス市に住む長女の下で暮らした。
1985年、病没。享年87。

## 注
1. ↑  劉寿林ほか編『民国職官年表』、1097頁では、以後、李聖五が南京国民政府崩壊まで教育部長を務めたことになっている。しかし、ここでは徐友春主編『民国人物大辞典 増訂版』の「陳春圃」の項に従い、1944年（民国33年）2月までの在任とする。
2. 1 2  郭卿友『中華民国時期軍政職官誌 下巻』1919頁によれば、着任はしていない。
3. ↑  余子道ほか『汪偽政権全史 下巻』1617頁。

## 関連文献
- Li, Charles N (2008). The Bitter Sea: Coming of Age in a China Before Mao. HarperCollins. ISBN 0061346640 （李聖五の子で米国に帰化した言語学者チャールズ・N・リー（李訥）の自伝、父親についても詳しく記す）

| 先代（創設） | 司法行政部長1940年3月 - 1941年8月 | 次代趙毓松 |

| 先代趙正平 | 教育部長1941年8月 - 1944年2月 | 次代陳春圃 |

| 先代褚民誼 | 外交部長1945年4月 - 8月 | 次代（廃止） |